# 8136 Landis
A 8136 Landis (ideiglenes jelöléssel (8136) 1979 MH2) a Naprendszer kisbolygóövében található aszteroida. Eleanor F. Helin és Schelte J. Bus fedezte fel 1979. június 25-én.